# Central Bank of Nigeria
Die Central Bank of Nigeria (CBN) ist die Zentralbank von Nigeria. Die Bank wurde 1958 mit dem Gesetz Central Bank of Nigeria Act geschaffen und nahm ein Jahr später den Betrieb auf. Der Hauptsitz der Bank befindet sich in Nigerias Hauptstadt Abuja, nachdem zuvor Lagos als Hauptsitz fungiert hatte.

## Aufgaben
Die wichtigsten regulatorischen Ziele der Bank im Sinne des Central Bank of Nigeria Act bestehen darin, die Reserven des Landes zu erhalten, die Währungsstabilität und ein solides finanzielles Umfeld zu fördern und als Kreditgeber der letzten Instanz und Finanzberater der Bundesregierung zu fungieren. Nach dem Ende der britischen Kolonialherrschaft wurde der Wunsch der Regierung sichtbar, sich aktiv an der Entwicklung der Wirtschaft zu beteiligen, insbesondere nach dem Ende des Bürgerkriegs in Nigeria. Die Bank folgte dem Wunsch der Regierung und unternahm entschlossene Anstrengungen, um etwaige Stürze bei der Kreditvergabe an den Realsektor zu kompensieren. Die Bank beteiligte sich bald an der direkten Kreditvergabe an Verbraucher, was ihrer ursprünglichen Absicht widersprach, über Geschäftsbanken an Aktivitäten im Bereich der Verbraucherkredite mitzuwirken. Diese Politik war jedoch ein Spross der damaligen Indigenisierungspolitik.

## Geschichte
1948 wurde von der britischen Kolonialverwaltung eine Untersuchung unter der Leitung von G.D. Paton eingeleitet, um die Bankpraktiken in Nigeria zu untersuchen. Vor der Untersuchung war die Bankenbranche weitgehend unkontrolliert. Der G.D Paton-Bericht, ein Ableger der Untersuchung, wurde zum Eckpfeiler der ersten Bankengesetzgebung des Landes: der Bankenverordnung von 1952. Die Verordnung sollte verhindern, dass unrentable Banken in die Höhe schießen, und ein geordnetes Geschäftsbankwesen sicherstellen. Die Bankenverordnung löste in der Branche ein rasantes Wachstum aus. Bis 1958 waren allerdings einige Banken gescheitert. Um weitere Misserfolge einzudämmen und sich auf die Kontrolle der Einheimischen nach der Unabhängigkeit vorzubereiten, wurde dem Repräsentantenhaus von Nigeria 1958 ein Gesetzesentwurf zur Errichtung der Zentralbank von Nigeria vorgelegt. Das Gesetz wurde am 1. Juli 1959, als die Zentralbank von Nigeria ihren Betrieb aufnahm, vollständig umgesetzt. Im April 1960 gab die Bank ihre ersten Anleihen heraus. Im Mai 1961 eröffnete die Bank das Lagos Bankers Clearing House, das den lizenzierten Banken einen Rahmen für den raschen Umtausch und die rasche Abwicklung von Schecks bot. Bis zum 1. Juli 1961 hatte die Bank die Ausgabe aller Stückelungen neuer nigerianischer Banknoten und Münzen abgeschlossen und das gesamte bisherige Geld des West African Currency Board eingelöst. 1973 begleitete die Bank den Wechsel von dem Nigerianischen Pfund auf die Naira.
Im Juni 2023 schaffte die Zentralbank das bisherige Wechselkurssystem ab und gab den Handel mit der Währung Naira nach jahrelanger Kontrolle des Devisenmarkts frei.